# Soulja Slim
James Tapp, Jr. (9 de setembro de 1977 - 26 de novembro de 2003), mais conhecido pelo seu nome artístico Soulja Slim, foi um rapper estadunidense, que alcançou um modesto sucesso pela gravadora No Limit Records. Slim é mais conhecido por sua participação no single top "Slow Motion", junto com o rapper Juvenile.
Faleceu em 26 de novembro de 2003 quando foi atingido por quatro tiros: três no rosto e um no peito, em frente da casa da sua mãe, em Nova Orléans.

## Discografia
- 1994: The Dark Side  (como Magnolia Slim)
- 1998: Give It 2 'Em Raw
- 2001: The Streets Made Me
- 2002: Years Later
- 2003: Years Later...A Few Months After
- 2005: Greatest Hitz